# 大塲駿平
大塲 駿平（おおば しゅんぺい、2004年6月15日 - ）は、日本の男性俳優、声優である。ジョビィキッズプロダクション所属。

## 出演

### テレビドラマ
- 七人の敵がいる！ 〜ママたちのPTA奮闘記〜（2012年、玉野優斗）
- マルモのおきてスペシャル（2014年）
- 大河ドラマ 花燃ゆ（2015年）
- ラギッド!（2015年、男子児童）
- OUR HOUSE（2016年）
- がっぱ先生!（2016年、杉下簾）
- 宇宙を駆けるよだか（2018年）
- 孤高のメス（2019年）
- 隕石家族（2020年、生徒）

### 映画
- ハーメルン（2013年、野田幼少期）
- トリウッドスタジオプロジェクト第9弾作品 はたちのクズ（2014年、宇月あおい）
- 人の望みの喜びよ（2015年、高木勝俊）
- ブルーハーツが聴こえる 1001のバイオリン（2017年）

### テレビアニメ
- 遊☆戯☆王SEVENS（2020年、小早川カツ）

### 吹き替え
- ストレンジャー・シングス 未知の世界（2016年、マイク・ウィーラー）

### テレビ番組
- 教えてもらう前と後 3時間スペシャル/君たちはどう生きるか篇（水谷くん）
- 思い出のメロディー
- 金曜ロードSHOW!特別ドラマ企画 がっぱ先生！を100 倍楽しむための“みんなで予習！”スペシャル!!
- 第66回NHK紅白歌合戦

### CM
- SUBARU Your Story With Episode11友達篇/Episode12新天地篇
- ベネッセ中学講座『合格は戦略篇』（徳川家康）
- Y!mobile学割/Y BAND 火吹きパフォーマンス篇

### その他
- 川崎マンション Riverie
- Vision of ForwardWorks